# Гусев (Дмитровский район)
Гу́сев — посёлок в Дмитровском районе Орловской области. Входит в состав Бородинского сельского поселения.

## География
Является самым северным населённым пунктом Дмитровского района. Расположен в 22 км к северу от Дмитровска на правом берегу ручья Ольшанка (Лобковский) у границы с Шаблыкинским районом. Высота над уровнем моря — 240 м.

## Этимология
По словам старожилов, посёлок был назван по прозвищу первопоселенца — «Гусь». Также среди местных жителей была распространена фамилия Гусевы. Вероятно, у первого жителя тоже была фамилия Гусев, от которой он получил прозвище «Гусь», давшее название посёлку. В 1920-е годы посёлок назывался Новый Пруд.

## История
В 1920-е годы посёлок носил название Новый Пруд. В 1926 году здесь было 9 дворов, проживало 65 человек (31 мужского пола и 35 женского). В то время посёлок входил в состав Работьковского сельсовета Волконской волости Дмитровского уезда Орловской губернии. С 1928 года в составе Дмитровского района. К 1937 году посёлок получил название Гусев. В то время здесь было 11 дворов, действовала ветряная мельница. Во время Великой Отечественной войны, с октября 1941 года по август 1943 года, находился в зоне немецко-фашистской оккупации (территория Локотского самоуправления). Советские воины, погибшие в боях за освобождение посёлка, после войны были перезахоронены в братской могиле села Работьково. С 1950-х годов крестьянские хозяйства посёлка входили в состав колхоза «Заря Коммунизма» (центр в с. Работьково). После упразднения Работьковского сельсовета в 1954 году Гусев был передан в Бородинский сельсовет.

## Население
| 1926 | 1979 | 2002 | 2010 |
| ---- | ---- | ---- | ---- |
| 65   | ↘35  | ↘7   | ↘0   |